# Вулиця Ольги Кобилянської (Рівне)
Вулиця Ольги Кобилянської — одна з вулиць Рівного, розташована на північному заході міста. Названа на честь буковинської української письменниці Ольги Кобилянської.
Вулиця Ольги Кобилянської має форму літери С і своїм початком та кінцем прилучається до вулиці Теодозії Бриж.
На вулиці розташовані виключно приватні житлові будинки.